# Нужец
Нужец (устар. Нуре́ц, пол. Nurzec, бел. Нурэ́ц) — река в восточной Польше, правый приток Западного Буга длиной 100 км и площадью водосбора 2102 км². Протекает по Подляскому и Мазовецкому воеводствам.
Река берёт начало на границе с Белоруссией, а около Цехановца впадает в Западный Буг.
Основные притоки:
- левые: Нурчик, Лесна, Чарна, Сенница, Кукавка, Пелхувка;
- правые: Бронка, Мень-из-Маркувка.

Крупнейшие города на Нужце: Черемха, Клещеле, Боцьки, Браньск, Цехановец.